# Банвија
Банвија (фр. Banvillars) је насељено место у Француској у региону Франш-Конте, у департману Територија Белфор.
По подацима из 2011. године у општини је живело 274 становника, а густина насељености је износила 58,67 становника/km².

## Демографија
| 1962. | 1968. | 1975. | 1982. | 1990. | 2011. |
| ----- | ----- | ----- | ----- | ----- | ----- |
| 132   | 141   | 203   | 208   | 37    | 274   |